# Nationell högspecialiserad vård
Nationell högspecialiserad vård, till 2018 rikssjukvård, föreskrivs i 5 § hälso- och sjukvårdslagen. Det är svensk hälso- och sjukvård som bedrivs av en region eller maximalt fem regioner och som har hela landet som upptagningsområde.

## Tillstånd
För att bedriva nationell högspecialiserad vård  måste regionen ha tillstånd från Socialstyrelsen. Tillståndet baseras på ett antal kriterier, bland annat:
- Sjukdomen/tillståndet är ovanligt
- Diagnos/behandling är komplicerad och kräver specialkompetens
- Diagnos/behandling medför hög resursförbrukning

## Nämnden för nationell högspecialiserad vård
I nämnden sitter  politiker från sjukvårdsregionerna. Ordförande är Socialstyrelsens generaldirektör. 
Nämnden har ansvar att:
- besluta vilka regioner och enheter inom hälso- och sjukvården som får tillstånd att bedriva nationell högspecialiserad vård.

## Bakgrund
I februari 2017 fick Socialstyrelsen i uppdrag av regeringen att utforma en arbetsprocess för koncentration av högspecialiserad vård på nationell nivå. I uppdraget ingick dessutom att ta fram en plan för att fasa ut det tidigare systemet med rikssjukvård. Socialstyrelsen fick även i uppdrag att leda arbetet med att koncentrera mer av den högspecialiserade vården på nationell nivå.
Målet är att hälso- och sjukvårdens kunskap, kvalitet och patientsäkerhet ska utvecklas och förbättras samtidigt som resurserna används på ett effektivt sätt.
Regeringens uppdrag har sin utgångspunkt i betänkandet ”Träning ger färdighet – koncentrera vården för patientens bästa” (SOU 2015:98). Slutsatsen i betänkandet är att ökad koncentration leder till ökad kvalitet och säkerhet för patienterna.

## Beslutsprocessen

### Socialstyrelsens beslut
Det är Socialstyrelsen som tar beslut om definition av nationell högspecialiserad vård och antal enheter som ska få utföra vården. En sakkunniggrupp har fått i uppdrag av Socialstyrelsen att utreda och ge förslag på vilken hälso- och sjukvård som ska utgöra nationell högspecialiserad vård och hur många enheter sådan vård ska bedrivas på. Sakkunniggruppen föreslår också i sin utredning de särskilda villkoren som bör gälla för aktuellt tillstånd.
Socialstyrelsen remitterar sakkunniggruppens utredning. Socialstyrelsens beslut föregås av en beredning för att säkerställa att koncentration av den föreslagna vården inte ska ge stora negativa konsekvenser för hälso- och sjukvårdssystemet. Beredningsgruppen (B1) utgår från sakkunniggruppernas underlag och remissvaren för att göra en övergripande analys av systemeffekterna, framförallt förmågan att bedriva akut sjukvård.

### Nämndens beslut
Det är Nämnden för nationell högspecialiserad vård (nämnden) som beslutar om vilken eller vilka regioner som beviljas tillstånd att bedriva nationell högspecialiserad vård samt beslutar om de särskilda villkoren för tillståndet. De föreslagna särskilda villkoren för aktuellt tillstånd kan alltså komma att justeras av nämnden när beslut om tillstånd fattas.
Regionen ska även uppfylla de generella villkoren som framgår av Socialstyrelsens föreskrift om nationell högspecialiserad vård (se 4 kap. HSLF-FS 2018:48).
Inför nämndens beslut kommer Socialstyrelsen att inhämta ett yttrande från en av regionerna utsedd beredningsgrupp (B2).
När nämnden fattar beslut om vilken eller vilka regioner som ska få tillstånd att bedriva nationell högspecialiserad vård ska patientens bästa vara utgångspunkten vid bedömningen (se prop. 2017/18:40 s. 51 f.). Även systemkonsekvenser t.ex. påverkan på akutsjukvården, patienttransporter samt utbildning och forskning får beaktas vid en fördelning av tillståndet/tillstånden om det är för att säkerställa patientens bästa.

### Beredningsgruppernas sammansättning
Första beredningsgruppen (B1) består av tre ledamöter med stor erfarenhet och kunskap om det svenska hälso- och sjukvårdssystemet. Ordföranden i det nationella programområdet Akut vård ingår också i beredningsgruppen och andra berörda programområden adjungeras när det är aktuellt. Avdelningschefen för Kunskapsstyrning för hälso- och sjukvården på Socialstyrelsen är ordförande i gruppen. Gruppen är stabil över tid för att kunna bygga upp erfarenhet kring vilka återkommande frågor som behöver belysas inför Socialstyrelsens beslut.
Andra beredningsgruppen (B2) består av 12 personer där de sex sjukvårdsregionerna ingår med två 2 personer, på hög tjänstemannanivå, per sjukvårdsregion. De ska tillsammans representera följande perspektiv: länssjukvård, akut vård, universitetssjukhusvård och medicinsk fakultet. Gruppen är stabil över tid för att kunna bygga upp erfarenhet kring vilka återkommande frågor som behöver belysas inför nämndens beslut.

## Exempel på verksamhetsområden
- Hjärtkirurgi på barn och ungdomar
- Ögononkologi
- Viss vård vid trofoblastsjukdom
- Behandling av svåra brännskador
- Lungtransplantation
- Levertransplantation